# 3321 Dasha
3321 Dasha è un asteroide della fascia principale. Scoperto nel 1975, presenta un'orbita caratterizzata da un semiasse maggiore pari a 2,5477480 UA e da un'eccentricità di 0,1990427, inclinata di 7,32096° rispetto all'eclittica.